# 袁庚
袁庚，GBS（1917年4月23日—2016年1月31日），原名欧阳汝山，广东省宝安县大鹏镇人。1939年3月加入中国共产党，同年加入东江纵队。文化大革命期间，袁庚曾遭迫害被关押。改革开放后，袁庚担任深圳蛇口工业区的建设总指挥，提出了“时间就是金钱，效率就是生命”的口号，被誉为“蛇口之父”，振兴香港招商局集團、开办招商银行、平安保险，并广泛探索经济与民主政治改革。

## 人物生平

### 早年生活
袁庚，原名欧阳汝山，小学毕业证书上改名欧阳珊。1936年8月考入中國國民黨中央军校——黄埔军校广州燕塘分校第十一期。1937年，七七事变后，返回乡下在大鹏新民小学代课，参加抗日救亡活动，成立沿海青年抗敌后援会，被推荐为负责人。1939年3月27日，欧阳珊加入中共，为不连累家人，随母亲姓，更名袁更。
1944年，袁更奉命调至东江纵队司令部工作。8月，根据中共中央指示，东纵成立联络处，任联络处处长，负责对日军的情报工作。1945年9月，抗日战争胜利，中共临时授予袁更上校军衔，担任东江纵队驻港办事处第一任主任，是中共公开派往香港开展工作的第一个负责人。
先后任東江縱隊港九大隊隊員、訓練隊教官、護航大隊隊長、情報官、職絡處處長等职。1946年，随部隊編入华东野戰軍，1949年任两广纵队炮兵团团长。

### 改革开放前
1950年5月，袁庚奔赴越南援越，任胡志明的情报和炮兵顾问，参加越南高平战役。1953年任中華人民共和國駐印尼總領事館領事。因护照误作“袁庚”，此后即以此为名。
文化大革命期间，袁庚因“国际间谍罪”被关押于北京秦城监狱长达5年，由于周恩来的干预而被释放。 1975年10月，调任中華人民共和國交通部外事局副局长。
1978年4月，时任交通部外事局副局长的袁庚被交通部部长叶飞派往香港调研。随后袁庚以交通部党组名义起草了一份重启招商局的草案提交国务院，希望招商局“立足港澳、背靠内地、面向海外、多种经营、工商结合、买卖结合”，短期内成为综合性大企业。6月3日，港澳经济考察团就《港澳经济考察报告》向中央政治局汇报，中央表决“抓紧落实，把它办起来”。
1978年10月，袁庚任招商局常务副董事长（董事长一职由交通部长兼任），全面主持招商局工作。

### 领导蛇口

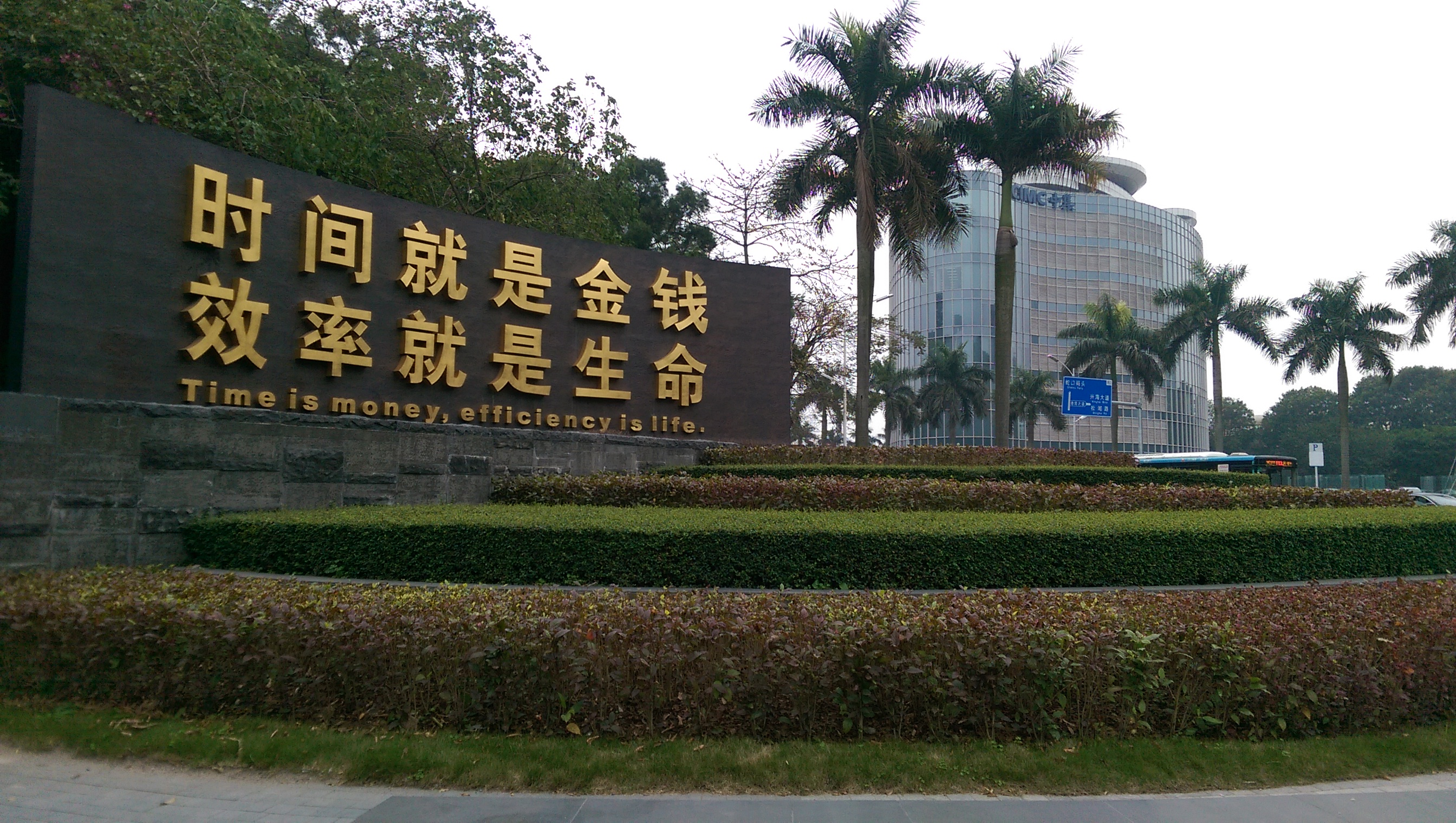
“时间就是金钱，效率就是生命”是袁庚在深圳蛇口提出的口号，也是歷來知名度最高的口號之一

1978年6月派赴香港调查，10月向交通部提交《关于充分利用香港招商局问题的请示》得到中共中央和国务院批准，同月被任命为招商局常务副董事长，为发展招商局航运业务寻找廉价土地时目光转向一河之隔的故乡宝安县，向中央建议利用毗邻香港优势设立蛇口工业区。1978年12月，改革开放启动。1979年1月31日，袁庚和交通部副部长彭德清向李先念、谷牧汇报在广东建立蛇口工业区的设想，当即得到批准，招商局蛇口工业区从此创立。1979年，袁庚任深圳蛇口工业区管理委员会主任，负责蛇口工业区的开发。1979年，蛇口工业区在建设蛇口港顺岸码头工程中率先打破平均主义奖励办法，实行超产奖励制度，由此拉开了蛇口全面改革，特别是分配制度改革的序幕。
1980年3月，袁庚任蛇口工业区建设指挥部总指挥。1980年，蛇口工业区中瑞机械工程公司在全国最早实行工程招标。1981年，蛇口工业区开始进行住房制度改革，实行职工住房商品化。1981年4月，向中央提议将距离南海东部油田中心200公里的赤湾建成一个深水港和石油后勤服务基地。1981年8月，蛇口工业区在各重点大学及各地公开招聘人才。
1982年7月，招商局以有别于全资开发蛇口工业区的模式，组成由六家中外企业合资的中国南山开发股份有限公司，开发建设赤湾，袁庚任董事长兼总经理。中国南山开发是中国改革开放以来第一家真正意义上的股份有限公司，它仅用三年时间便在荒僻海滩上建成了初具规模的深水港区、石油后勤基地及其配套措施，为中国港口建设史上的首创之举。
1983年，蛇口从首届管委会成立开始，受聘用干部接受群众的监督，每年由群众投一次信任票。干部聘任制极大地激发了蛇口发展的活力，开创了新中国人事制度改革的先河。1983年7月，蛇口工业区率先打破平均主义“大锅饭”，实行基本工资加岗位职务工资加浮动工资的工资改革方案。1983年蛇口工业区率先在劳动用工上推行劳动合同制。
1985年2月28日，被袁庚鼓励登批评领导文章的《蛇口通讯报》刊当署名甄明尼的读者公开信《该注重管理了——向袁庚先生进一言》，直接批评袁庚管理之下的工业区存在不少问题，引发中央关注，开对领导人舆论监督的先河。
1985年4月24日，蛇口工业区试行无记名民主选举产生当地最高管理机构——蛇口工业区管理委员会，这是新中国第一家由直接选举产生的领导机构，是中国管理体制的一项重大变革。
1986年，袁庚提出引入竞争机制，由蛇口工业区负责、不要国家投资创立一个商业银行的设想。5月，蛇口工业区向中国人民银行提交了关于成立招商银行的申请报告，并在三个月后得到批准。
1987年4月8日，在蛇口工业区内部结算中心的基础上，招商银行正式成立，是新中国第一家企业股份制的商业银行。
1987年12月6日，蛇口工业区向中国人民银行递交了《关于合资成立“平安保险公司”的请示报告》。1988年5月27日，平安保险——在蛇口开业，是新中国第一家由企业创办的商业保险机构。

### 退休生活
1992年，袁庚退休后居深圳市蛇口。
2003年，為表彰袁庚致力促進中港關係及香港與中國內地之間的經濟發展，特別是對香港的航運事業貢獻良多，袁庚獲香港特別行政區政府頒授金紫荊星章（GBS）。同年接受访谈刊于《炎黄春秋》，将自己的政治体制改革总结为三方面探索：一是民主选举民主监督，打破干部终身制；二是实行新闻监督，用舆论监督蛇口任何一级干部；三是创造一个民主的氛围。
2006年袁庚摔了一跤后，记忆力逐渐衰退。2008年9月，他乘轮椅观看《春天的故事》展览，最后一次在公众场合露面，并显示出逐步严重的老年痴呆症，不能说话。
2016年1月31日凌晨3时58分，袁庚因病医治无效，在深圳蛇口逝世。其骨灰海葬撒于深圳湾海域。

## 家庭情况
- 1934年，袁庚初中毕业考入“地政人员养成所”后回乡完婚，发妻陈碧云于1945年10月与袁庚的父亲欧阳亨、二弟欧阳汝川和8岁儿子欧阳天羽在赴港途中船只爆炸，一家蒙难
- 1940年7月，与东纵队队员张常结婚；1947年夏，与张常离婚
- 1952年9月，与同机关的汪宗谦结婚，二人育有一子二女：儿子袁中印1955年2月出生于雅加达，大女儿袁尼亚1957年出生，1960年生下小女儿袁小夏[12]。

## 后世纪念

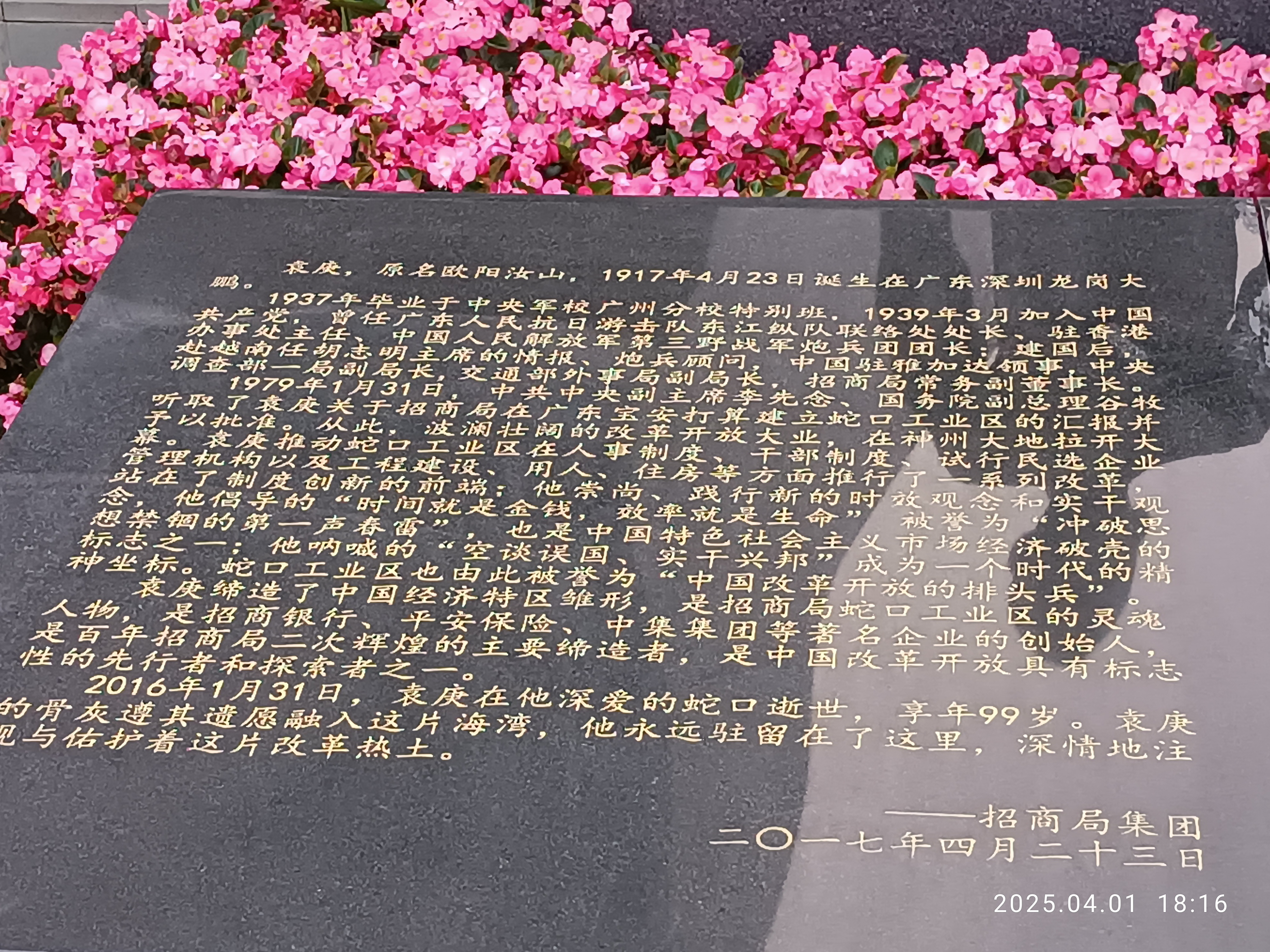
雕塑说明

2017年4月23日上午，袁庚的100周年诞辰同日，广州雕塑院副院长陆增康制作了3米高的袁庚雕塑在深圳海上世界蛇口文化艺术中心广场正式揭幕。

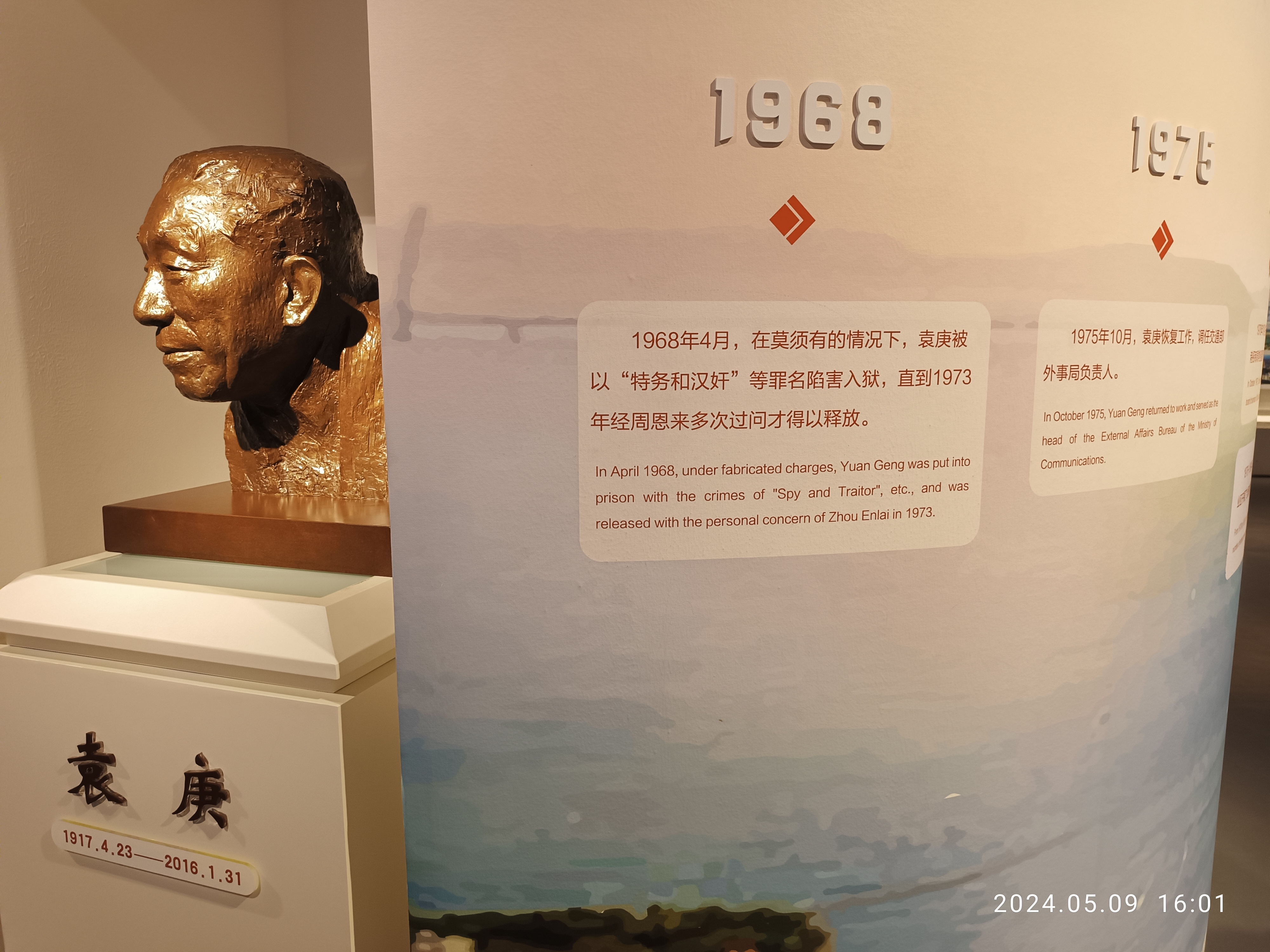
南山博物馆袁庚故事

深圳南山博物馆改革开放史常设展览——袁庚故事

## 相关作品
1998年，鞠天相出版了《争议与启示：袁庚在蛇口纪实》 ISBN 9787500628699
2002年，《激情年代》电视剧在中央电视台一套晚黄金时间段播出，袁庚为剧中男一号欧阳鹏的原型。
2003年，关山与袁庚访谈并在《炎黄春秋》刊文《袁庚谈政治体制改革试点体会》，被认为是袁庚就政改问题最后一次公开发表意见，堪称袁庚的政治遗嘱。
2008年，作家出版社推出涂俏的《袁庚传：改革现场1978－1984》 ISBN 9787550715707